# Palazzo Dardinelli-Fenzi
Palazzo Dardinelli-Fenzi si trova a Firenze in via Cavour 39.

## Storia e descrizione
L'edificio, ben riconoscibile per i sontuosi graffiti in facciata, venne costruito per i Dardinelli nel tardo XVI secolo su progetto di Santi di Tito. Lo stemma della famiglia si trova al centro della facciata, mentre più in alto si trova quello dei Fenzi, che lo acquistarono nel XIX secolo, unendolo all'altro grande palazzo familiare su via San Gallo.